# Марашов Олександр Володимирович
Олександр Володимирович Марашов (ест. Alexander Marashov, рос. Александр Владимирович Марашов нар. 5 лютого 1972, Кохтла-Ярве, Естонська РСР) — естонський футболіст та тренер, півзахисник та нападник.

## Клубна кар'єра
Олександр Марашов народився 5 лютого 1972 року у місті Кохтла-Ярве. Вихованець естонського футболу.
Дорослу футбольну кар'єру розпочав у клубі з рідного міста, «Кеємік» (Кохтла-Ярве), кольори якого захищав до 1992 року. З 1993 по 1995 роки виступав у клубах «Теваланте», «Лантана-Марлекор» та «Транс» (Нарва).
Під час зимової перерви сезону 1995/96 року переїхав до України, де підписав контракт з луганською «Зорею» з вищої ліги чемпіонату України. За луганську команду дебютував 18 березня 1996 року у програному (1:2) виїзному матчі 19-го туру вищої ліги чемпіонату України проти львівських «Карпат». Олександр вийшов у стартовому складі й відіграв увесь поєдинок. Проте закріпитися в команді не зумів. Зігравши 5 матчів у вищій лізі чемпіонату України повернувся до естонського клубу «Транс» (Нарва), кольори якого захищав до 1999 року.
З 2000 по 2001 рік виступав у клубі «Лоотус». 2002 року виїхав до Фінляндії, де підписав контракт з нижчоліговим клубом «Спортінг Крістіна». У 2005 році повернувся до Естонії, де підписав контракт з «Орбітом», кольори якого захищав до 2011 року.
З 2011 по 2013 роки виступав у клубах «Лоотус», «Локомотив» (Йихві) та «Локомотив-2» (Йихві).

## Кар'єра тренера
Уже 2006 року, на другий рік свого перебування у команді, очолив тренерський штаб клубу «Орбіт», будучи граючим тренером команди (до 2011 року). З 2011 по 2012 роки був граючим головним тренером клубу «Лоотус», а потім і «Локомотива» (Йихві).

## Досягнення
- Мейстріліга
  -  Срібний призер (1): 1994/95

- Кубок Естонії
  -  Фіналіст (1): 1995